# 大和郡山市立筒井小学校
大和郡山市立筒井小学校（やまとこおりやましりつ つついしょうがっこう）は、奈良県大和郡山市筒井町にある公立小学校。

## 沿革
- 1874年（明治7年）3月2日 - 第三大学区第十三中学区第四十七番小学正己舎（通称：正己舎）として、筒井村の福寿院に開校[2]。
- 1876年（明治9年）5月 - 「筒井小学校」に改称[2]。
- 1886年（明治19年） - 西小学校、丹後庄小学校、番条小学校の中等科生を移籍[3]。
- 1887年（明治20年）4月 - 「筒井尋常小学校」に改称。丹後庄村と番条村に分校を開設[3]。
- 1889年（明治22年）8月 - 番条分校を横田小学校（現：治道小学校）の分校に移行[3]。
- 1896年（明治29年） - 丹後庄分校が本庄町へ移転[3]。
- 1899年（明治32年）7月19日 - 丹後庄分校の校舎が倒壊。その後松福寺を借用して授業再開[3]。
- 1902年（明治35年）12月 - 丹後庄分校を統合[3]。
- 1935年（昭和10年）4月 - 筒井村立農業青年学校を併設[4]。
- 1972年（昭和47年） - 新校舎を落成[1]。

## 学区
- 小南町（一部）
- 杉町
- 丹後庄町
- 筒井町
- 豊浦町（一部）
- 本庄町
- 南井町（一部）

出典：

## 進学先の中学校
- 大和郡山市立郡山南中学校[6]

## 交通アクセス
- 最寄駅は近鉄橿原線 筒井駅。